# Rosa L. Matzkin
Rosa Liliana Matzkin (* etwa 1959 in Buenos Aires) ist eine argentinisch-amerikanische Ökonomin (Ökonometrie, Mikroökonomie) an der University of California, Los Angeles (UCLA). Sie befasst sich unter anderem mit nicht-parametrischen Modellen und der Bestimmung von nicht-beobachtbaren Variablen.

## Leben und Wirken
Matzkin erwarb 1981 am Technion in Haifa, Israel, einen Bachelor in Management und Ökonomie und 1986 bei Marcel K. Richter an der University of Minnesota einen Ph.D. in Ökonomie. Von 1986 bis 1992 hatte sie eine Professur an der Yale University inne, von 1992 bis 2007 an der Northwestern University. Seit 2007 ist sie an der UCLA. Hier ist sie (Stand 2023) Charles E. Davidson Distinguished Professor of Economics.
2018 wurde Matzkin zum Mitglied der American Academy of Arts and Sciences gewäht, 2022 zum Mitglied der National Academy of Sciences. Laut Datenbank Scopus hat sie einen h-Index von 18 (Stand April 2025). 2023 war sie Präsidentin der Econometric Society.
Matzkin hat zwei Söhne.